# 亜洲新湾区
- 高雄市 > 前鎮区 > 亜洲新湾区
- 高雄港 > 高雄多功能経済貿易園区 > 亜洲新湾区

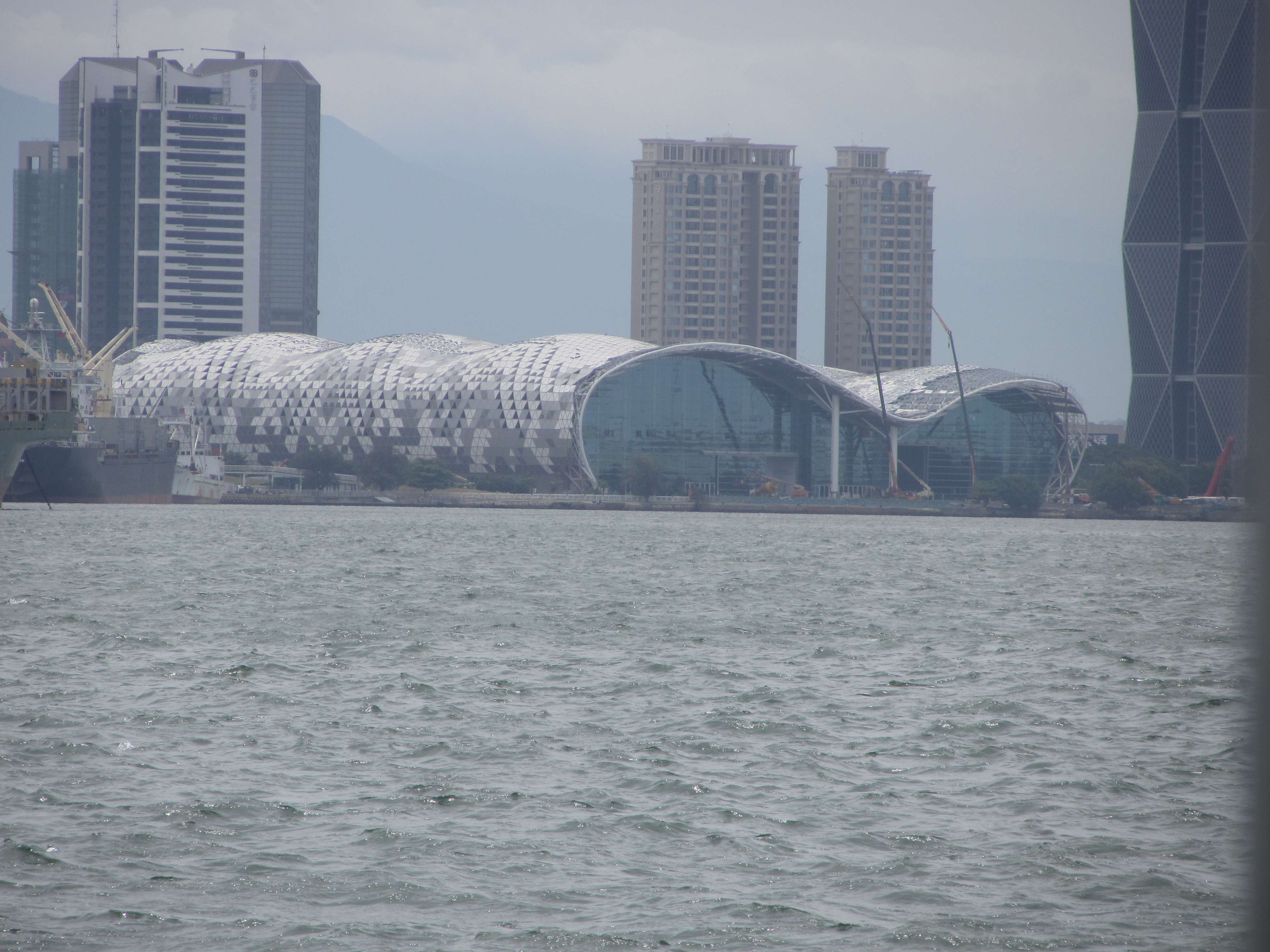
高雄展覧館

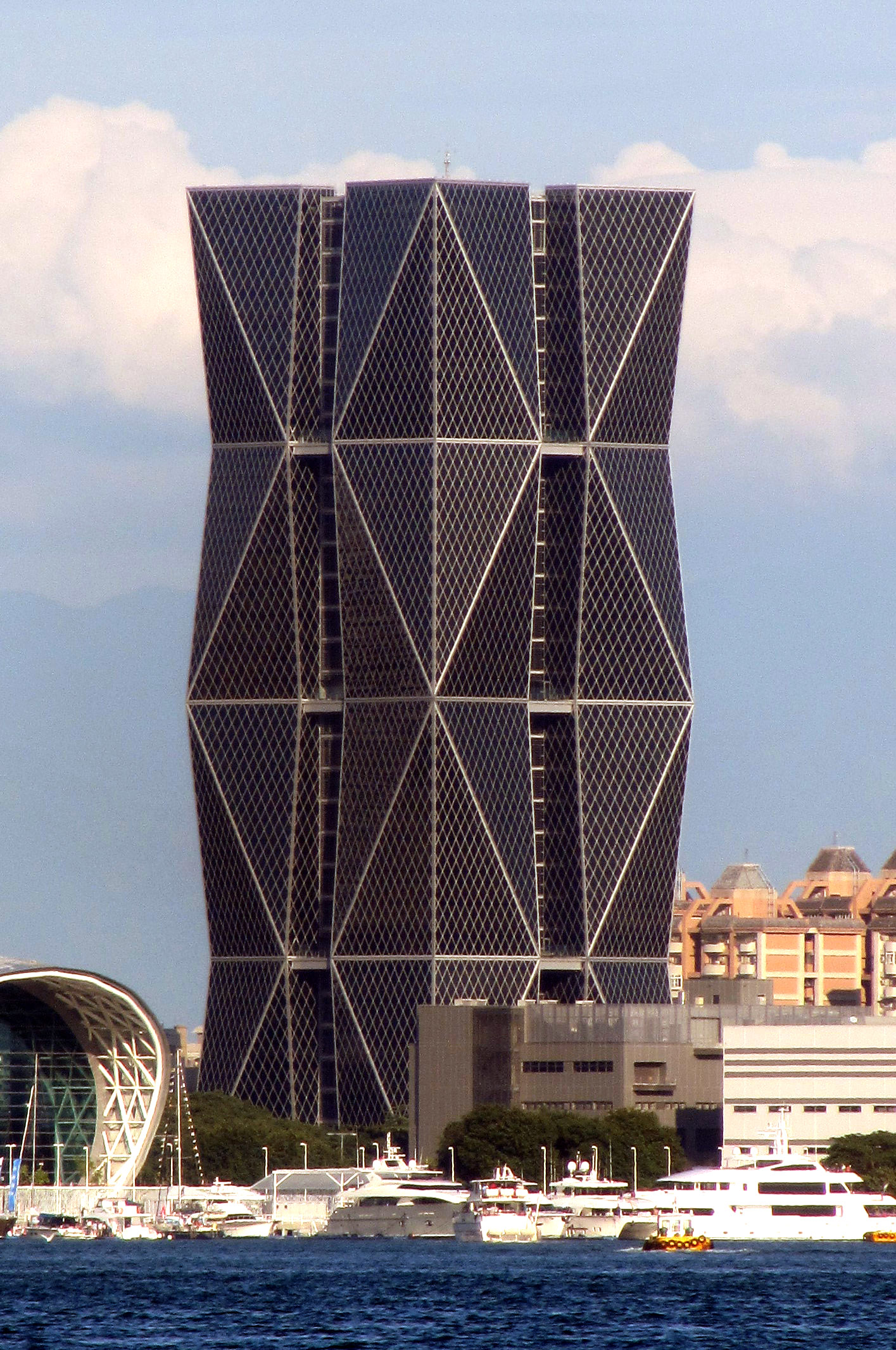
米国在台湾協会高雄分処（前鎮区成功路の中鋼集団総部大楼2-3Fに入居）

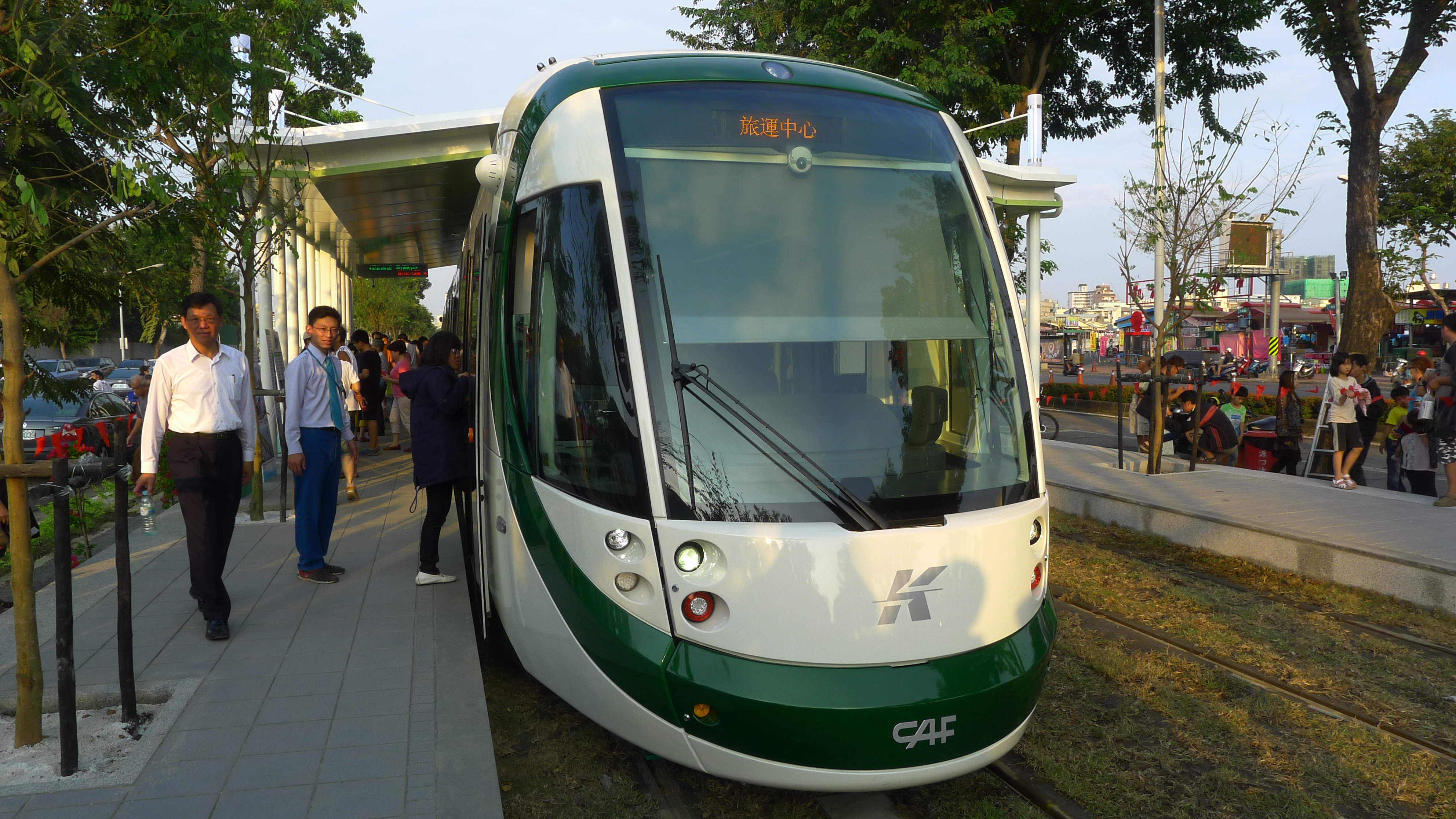
高雄捷運環状軽軌

亜洲新湾区（あしゅうしんわんく、繁体字中国語: 亞洲新灣區、英語: Asia New Bay Area）、またはアジア新湾区（アジアしんわんく）は台湾高雄市の高雄港北部（前鎮区を中心に一部苓雅区・鹽埕区を含む）の総合再開発地区。2000年代から計画、建設が進行中の「高雄多功能経済貿易園区」の核心エリアとして、5大社会インフラを整備する計画が進行している。

## 概要
前鎮区（一部は苓雅区、鹽埕区）一帯のウォーターフロント再開発地区。2011年に高雄市長陳菊が提唱したもので、高雄市区（県市合併前の旧高雄市域）と高雄港の土地を従来の重工業地区からソフトパワー重視にシフトし、再生させるために総面積234ヘクタールを市と中央政府が総投資額約300億ニュー台湾ドルを投じている。
事業の拡大で高雄に国際的な視線を集め、国際都市として国内外の投資家を呼び込んでいる。中でも中国鋼鉄の総本部となった高層ビルは高雄港ベイエリアのスカイラインを一変させ、高雄の新たなランドマークとなった。
エリア内の建築は国際コンペティションでグリーンビルディングの概念を採用し、高雄の映像産業、デジタルコンテンツ、展示会、文創産業、港湾観光業と遊覧船事業の発展を推進している。

## 高雄多功能経済貿易園区
多功能経貿園区（または多機能経貿園区）はベイエリア開発事業として2000年代から始動した鼓山区から鹽埕区、苓雅区、前鎮区にわたる総面積587ヘクタールの再開発エリア。近年は後発の亜洲新湾区に包括されることが多い。

### 高雄ライトレール水岸線

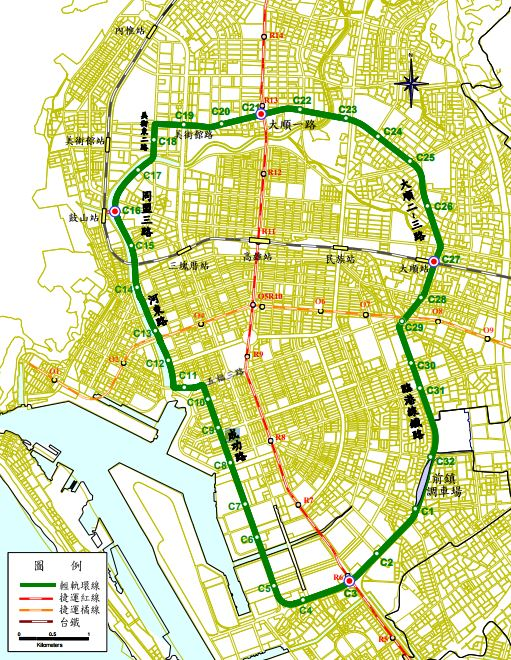
初期計画でのLRT環状線路線図

台湾初のライトレール路線。駅でのキャパシタ充電方式を採用したため、駅間での無架線走行と景観配慮の両立を実現している。
初期計画では環状線はC8高雄展覧館駅からそのまま北上し、愛河を渡河するのはもっと北寄りの内陸部であり、別途水岸線を建設予定だったが、高雄経済貿易園区および新湾区計画推進により、旧高雄臨港線をフル活用したものに統合再編され、哈瑪星駅経由となった。

### 高雄展覧館
2014年開館の国際コンベンションセンター。1,500のブースが展開可能で、2,000人収容の大ホール1室、800人収容の中ホール2室、20-40人収容の小ホール10室、付帯マリーナを備えている。
屋外展示も可能。

### 海洋文化及流行音楽センター（建設中）
高雄港11-15号埠頭（光栄碼頭（苓雅区）、真愛碼頭（鹽埕区）など）に12,000人収容可能な野外コンサート会場、6,000人収容可能な屋内コンサートホール、150-400人収容の6つの小型ライブハウス、海洋文化展示センター、フェリー埠頭、親水公園、自転車道などを整備する計画。陳水扁政権時の新十大建設で盛り込まれた。

### 高雄港国際旅客船ターミナル
国際旅客船ターミナル（中国語: 高雄港埠旅運中心）は高雄港18-21号埠頭（苓雅区）の「客運専区」計画の一部分。2013年に着工。国際会議場、弁公室、3つの乗船用ブリッジ、出入国管理機能総延長726メートル、水深10.5メートルの埠頭を備え大型国際観光クルーズ船2隻が停泊可能。2019年完成予定。

### 高雄市立図書館総館

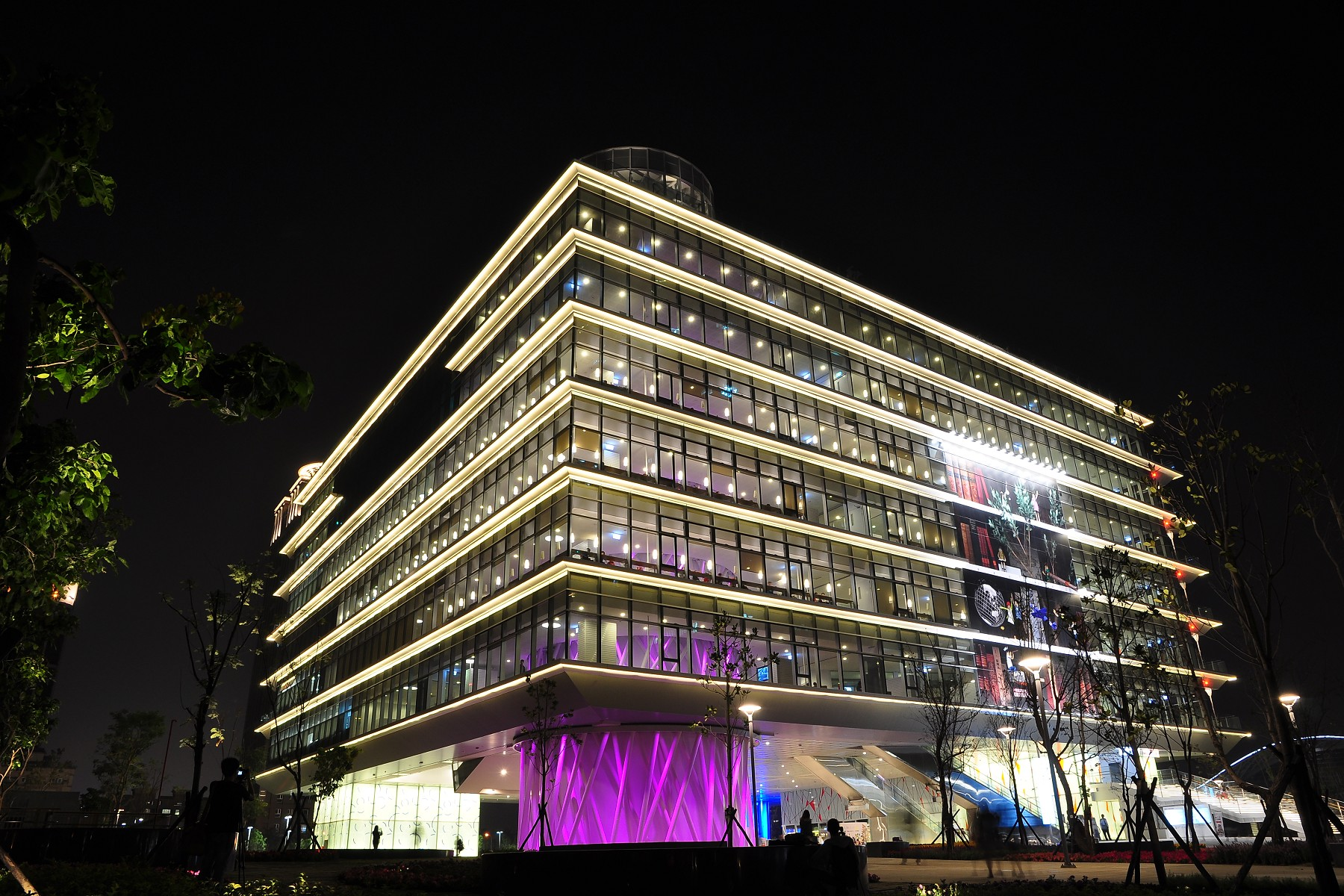
市立図書館総館夜景

高雄85ビルの南隣、成功路の東側（前鎮区）にある。
- 第一期：台湾の6大直轄市中最大の市立公共図書館となる総館は、地上8階、地下1階の大規模ビル。四隅の巨大な主柱からサスペンション構造で床を吊り下げる特殊な工法で[11]、従来では中央に直径90センチの柱が多数必要なところを、直径2-12センチのケーブルでの支持方法に転換させたため、館内中央に巨大な吹き抜けがある。各階にはモクセイが植えられ、直射日光を和らげている。外観はグリーンビルディングを取り入れ、新光路に面した北側は奥行き40メートルの広場を構成、大階段と合わせてイベント開催が可能となっている。地下には国内初となる国際児童図書館と児童劇場が併設された[12]。

- 第二期：第一期南側に建設中の地上19階地下4階の別館。地下1階から地上5階までが図書館、地上6階より上層は300室を備えるMICE用会館とMICEその研修施設、展示施設、上映施設となる。2016年12月に着工[13]。